# Alloa (Whiskybrennerei)
Alloa war eine Whiskybrennerei in Alloa, Clackmannanshire, Schottland. Sie ist auch unter dem Namen Grange bekannt und darf nicht mit der 1817–1829 in Morayshire bestehenden Grange-Brennerei oder der The Grange-Brennerei in Burntisland verwechselt werden.
Die Brennerei wurde 1795 von Alexander Glen in Alloa gegründet. In den ersten Jahrzehnten ihres Bestehens wechselte sie mehrfach den Besitzer und musste 1834 Bankrott anmelden. Sie wurde von John Philp & Co. übernommen, der die Produktion von Malt Whisky auf Grain Whisky umstellte. Bedeutung für die Whiskyherstellung erlangte sie, da Philp die Brennerei als erste kommerziell betriebene mit einer Coffey Still ausstattete und somit einen bedeutenden Grundstein für die großindustrielle Herstellung von Grain Whisky legte. Nachdem erneut mehrfach die Eigentümer der Destillerie wechselten ging sie 1980 in den Besitz von Scottish Grain Distillers (SGD) über, die sie wahrscheinlich kurz darauf schlossen.